# Fata Morgana (Album)
Fata Morgana ist das fünfte Soloalbum des deutschen Rappers KC Rebell. Es erschien am 12. Juni 2015 beim Independent-Label Banger Musik und wird über Warner Music vertrieben. Unter anderem sind Farid Bang, Xavier Naidoo, Moé und Summer Cem auf dem Album mit Gastbeiträgen vertreten.

## Hintergrund

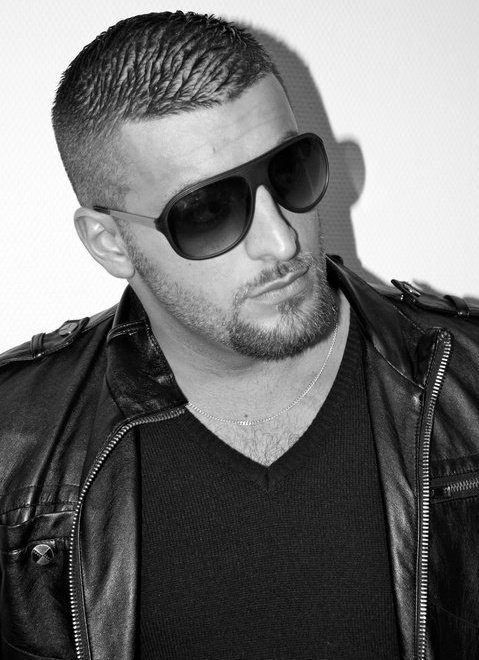
KC Rebell

Am 23. April 2015 wurde die Titelliste veröffentlicht. Das Album erreichte Platz eins in Deutschland, Österreich und der Schweiz und war bis dato der größte kommerzielle Erfolg des Rappers KC Rebell.
Das Musikvideo zum Titeltrack Fata Morgana (feat. Xavier Naidoo) wurde bei den Hiphop.de Awards 2015 als „Bestes Video national“ ausgezeichnet.

## Titelliste
| #  | Titel                                                         | Produktion                                | Länge |
| -- | ------------------------------------------------------------- | ----------------------------------------- | ----- |
| 1  | Ghetto Aristoteles                                            | Joznez, Johnny Illstrument                | 2:31  |
| 2  | Alles & Nichts                                                | Joznez, Johnny Illstrument, Spec          | 3:52  |
| 3  | Kanax in Tokyo (feat. Farid Bang)                             | Joshimixu                                 | 2:57  |
| 4  | Money                                                         | Juh-Dee                                   | 2:39  |
| 5  | Fata Morgana (feat. Xavier Naidoo)                            | Juh-Dee                                   | 5:20  |
| 6  | Bist du real (feat. Moé)                                      | UNIK                                      | 2:58  |
| 7  | Freestyle Skit 3                                              |                                           | 3:11  |
| 8  | Porzellan (feat. Maxim)                                       | Joshimixu, Abaz, Cubeatz                  | 2:57  |
| 9  | Casablanca                                                    | Abaz                                      | 3:27  |
| 10 | Nicht mehr normal                                             | Abaz                                      | 4:09  |
| 11 | Hennessy                                                      | Joshimixu, Joznez, Johnny Illstrument, OC | 3:47  |
| 12 | Wieder an deiner Tür                                          | Joshimixu                                 | 3:06  |
| 13 | Hasso                                                         | Joshimixu, Juh-Dee, Abaz                  | 3:32  |
| 14 | Augenblick (feat. Summer Cem)                                 | Sean Ferrari, Laganaro                    | 3:12  |
| 15 | Mein eigenes Ding                                             | X-plosive                                 | 3:04  |
| 16 | Auf dem Weg                                                   | Joshimixu, Juh-Dee, Abaz                  | 4:18  |
| 17 | Haute Couture (feat. Kurdo & PA Sports) – Bonus-Track         | Sonus030                                  | 3:17  |
| 18 | 1 (feat. Farid Bang, Summer Cem, Majoe & Jasko) – Bonus-Track | Rinaldo, Sean Ferrari                     | 5:41  |

## Chartplatzierungen
| ChartsChartplatzierungen | Höchstplatzierung | Wochen |
| ------------------------ | ----------------- | ------ |
| Deutschland (GfK)        | 1 (15 Wo.)        | 15     |
| Österreich (Ö3)          | 1 (7 Wo.)         | 7      |
| Schweiz (IFPI)           | 1 (11 Wo.)        | 11     |

| ChartsJahrescharts (2015) | Platzierung |
| ------------------------- | ----------- |
| Deutschland (GfK)         | 37          |
| Österreich (Ö3)           | 64          |
| Schweiz (IFPI)            | 64          |

## Auszeichnungen für Musikverkäufe
| Land/Region        | Auszeichnungen für Musikverkäufe (Land/Region, Auszeichnung, Verkäufe) | Verkäufe |
| ------------------ | ---------------------------------------------------------------------- | -------- |
| Deutschland (BVMI) | Gold                                                                   | 100.000  |
| Insgesamt          | 1× Gold ·                                                              | 100.000  |